# Zeuctoboarmia contortilinea
Zeuctoboarmia contortilinea là một loài bướm đêm trong họ Geometridae.